# For all tid

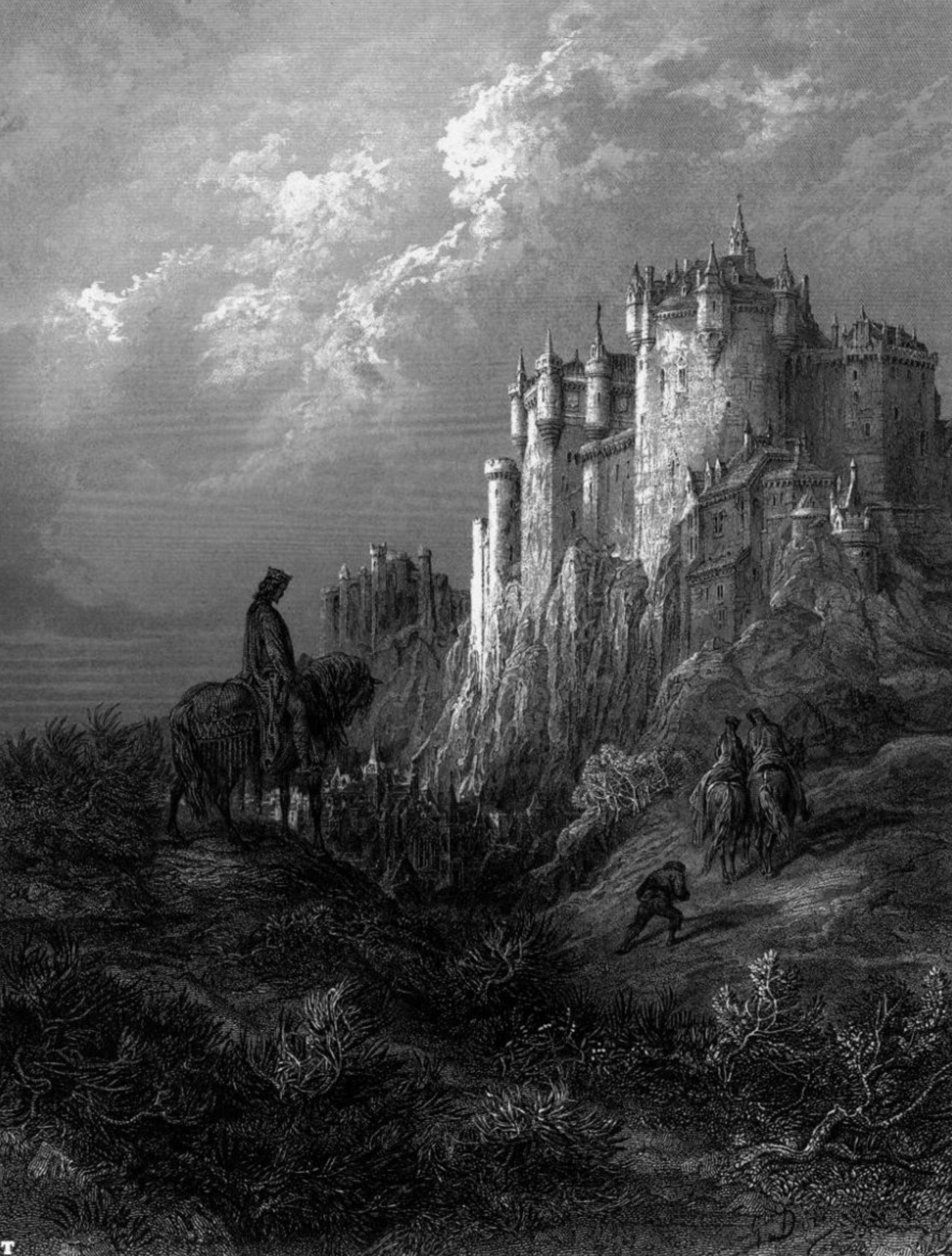
Illustration von Gustave Doré, die von Dimmu Borgir aufgegriffen wurde.

For all tid ist das Debütalbum der norwegischen Metal-Band Dimmu Borgir. Es erschien 1994 über No Colours Records.

## Entstehung
Das Album wurde im August und Dezember 1994 im Studio Stovner R.F. mit dem Toningenieur Bård Norheim aufgenommen, der das Album auch abmischte.

## Titelliste
Musik von Silenoz und Shagrath, Texte von Silenoz, Shagrath und Draug Aldrahn.
1. Det nye riket – 5:04
2. Under korpens vinger – 5:59
3. Over bleknede blåner til dommedag – 4:05
4. Stien – 2:00
5. Glittertind – 5:15
6. For all tid – 5:51
7. Hunnerkongens sorgsvarte ferd over steppene – 3:04
8. Raabjørn speiler draugheimens skodde – 5:01
9. Den gjemte sannhets hersker – 6:19

## Gestaltung
Das Schallplattencover zeigt eine Illustration von Gustave Doré zum Gedichtszyklus Idylls of the King von Alfred Tennyson, 1. Baron Tennyson. Im Beiheft finden sich Schwarzweiß-Bilder, die nachts im Wald aufgenommen wurden und die Musiker mit Corpsepaint, Nieten und Waffen zeigen.

## Musikstil und Texte
Die Musik wurde im Rites of Eleusis als „symphonisch und nostalgisch“ und als „kalt“ beschrieben. Der Einsatz unterschiedlicher Stimmen verleiht der Musik eine folkloristische Tendenz. Der Synthesizer spielt eine wesentliche Rolle in der Musik. Die Texte handeln von Themen wie der finalen Schlacht und der Errichtung eines neuen Reichs in Satans Namen (Det nye riket), der norwegischen Natur (Over bleknede blåner til dommedag) und Attila (Hunnerkongens sorgsvarte ferd over steppene).

## Kritiken
Im Rites of Eleusis wurde die Band zu den führenden der norwegischen Szene gezählt. Frank Stöver schrieb im Voices from the Darkside, die Band sei bereits mit ihrer Single beeindruckend gewesen, und ihr Debütalbum sei „noch stärker“. Er hoffe, ihre Einstellung sei ebenfalls in Ordnung, da sie irgendwann zu den führenden Bands gehören könnte.